# 似莎薹草
似莎薹草（学名：Carex pseudocyperus）为莎草科薹草属的植物。分布在日本、北美的加拿大等国、俄罗斯、欧洲以及中国大陆的甘肃等地，生长于海拔1,300米的地区，一般生于沟边和水边，目前尚未由人工引种栽培。